# Lepadella ehrenbergii
Lepadella ehrenbergii is een raderdiertjessoort uit de familie Lepadellidae. De wetenschappelijke naam van deze soort is voor het eerst geldig gepubliceerd in 1850 door Perty.